# Енотера дворічна
Еноте́ра дворі́чна (Onagra biennis Scop.; Oenothera biennis L.) — дворічна трав'яниста рослина родини онагрових.
Місцеві назви — трава ослова, жовтери, корінь солодкий тощо.

## Термін
Назва рослини енотери походить від двох грецьких слів: oinos — «вино» і there — «бажання».

## Морфологічна характеристика
Стебло прямовисне, міцне (до 1 м заввишки), просте або слабо розгалужене, шерстисто-залотисто-волосисте, густо вкрите листками, при основі стебла прикоренева розетка. Листки чергові, досить великі (20 см завдовжки), видовжено-обернено-яйцеподібні або видовжені, тупі, гострокінцеві. Листкова пластинка цілісна, виїмчасто-зубчаста або майже цілокрая, коротко запушена, з обох боків матова, ясно-зелена. Нижні стеблові листки мають більш-менш довгі черешки та швидко засихають, нерідко мають червонуваті кінчики. Стеблові листки на коротких черешках, при основі клиноподібні. Верхні листки сидячі. Квіти запашні, правильні, з подвійною оцвітиною, сидячі, зібрані в довгі кінцеві китиці. Чашечка з тонкою довгою трубочкою, зверху розширена в 4-роздільний відгин. Частки чашечки ланцетні, відігнуті. Віночок роздільнопелюстковий, ясно-жовтий, пелюсток чотири (близько 20, мм завдовжки), з коротким нігтиком, помітно довші від тичинки. Тичинок вісім, з них чотири довші. Маточка одна, зав'язь нижня, стовпчик довгий з чотирилопатевою приймочкою. Плід — чотиригнізда, коротко циліндрична, чотиригранна коробочка (25-40 мм завдовжки). Насіння дрібне, без чубка.
Цвіте у червні — вересні. Заготовляють у районах поширення.

## Поширення
Росте по всій Україні на піщаних ґрунтах, супісках та суглинках, лісокультурних площах, лісосіках. Рослина світлолюбна.

## Практичне використання
Медодайна, кормова, харчова, лікарська, прядивна, олійна і декоративна рослина.
Енотера — медодай, що дає пізній підтримуючий взяток. У кожній квітці є велика краплина нектару, легкодоступна бджолам та достатня для наповнення їх медового зобика. Медопродуктивність до 40 кг/га.
Пилок з енотери бджоли не збирають. Він жовтого кольору, дуже липне до тіла бджоли та у польоті тягнеться за нею довгими нитками, які лишаються на прилітній дошці.
У народній медицині корені використовують при туберкульозі легенів, болях у грудях, суцвіття — при запаленні нирок та для промивання ран.
У молодому віці, коли стебло ще не огрубіло, енотеру добре поїдає худоба. Вона придатна для силосування, варене коріння поїдають свині. Стеблові волокна придатні для грубого прядива.
Енотера — дворічна рослина, являє інтерес при освоєнні піщаних земель як фітомеліоратор. Як декоративну рослину рекомендують висівати в лісопарках на більш-менш родючих пісках, на залізничних і шосейних насипах та схилах.

### У харчуванні
Насіння містить 28,4 % олії, за іншими даними — 40-50 %. У деяких країнах Західної Європи вирощують як олійну культуру (1 га посівів дає до 200 кг олії). Редькоподібне однорічне коріння можна споживати в їжу як сирими, так і вареними. З варених коренів готують каші чи пюре, кладуть в юшки. Рано навесні збирають також молоді ніжні листки прикореневої розетки для юшок.
Обчищене від шкірки молоде стебло з квітками можна їсти сирим або смаженим. Квіти також їстівні і вживаються як делікатес.

## Галерея

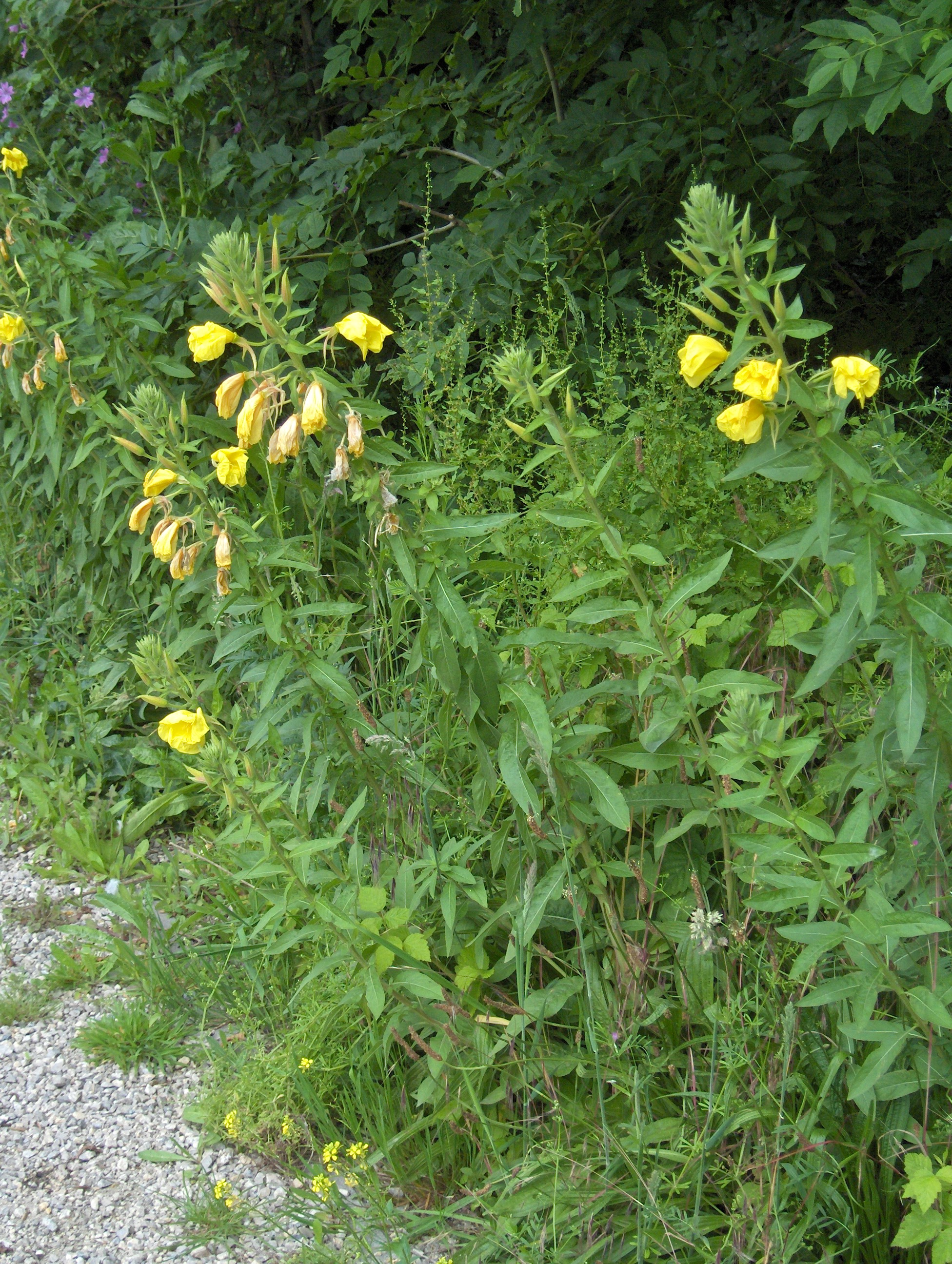
Зовнішній вигляд рослини
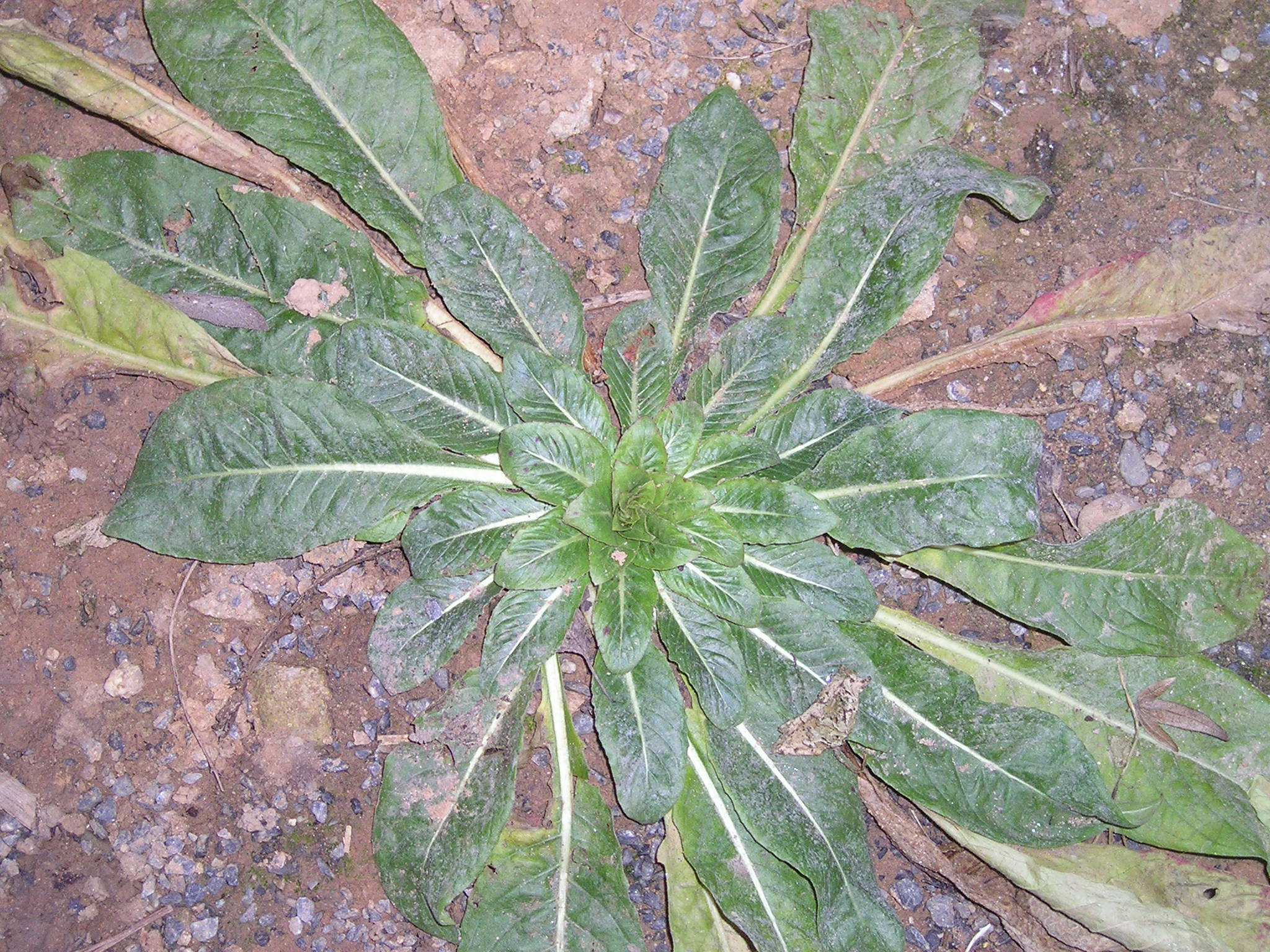
Прикоренева розетка
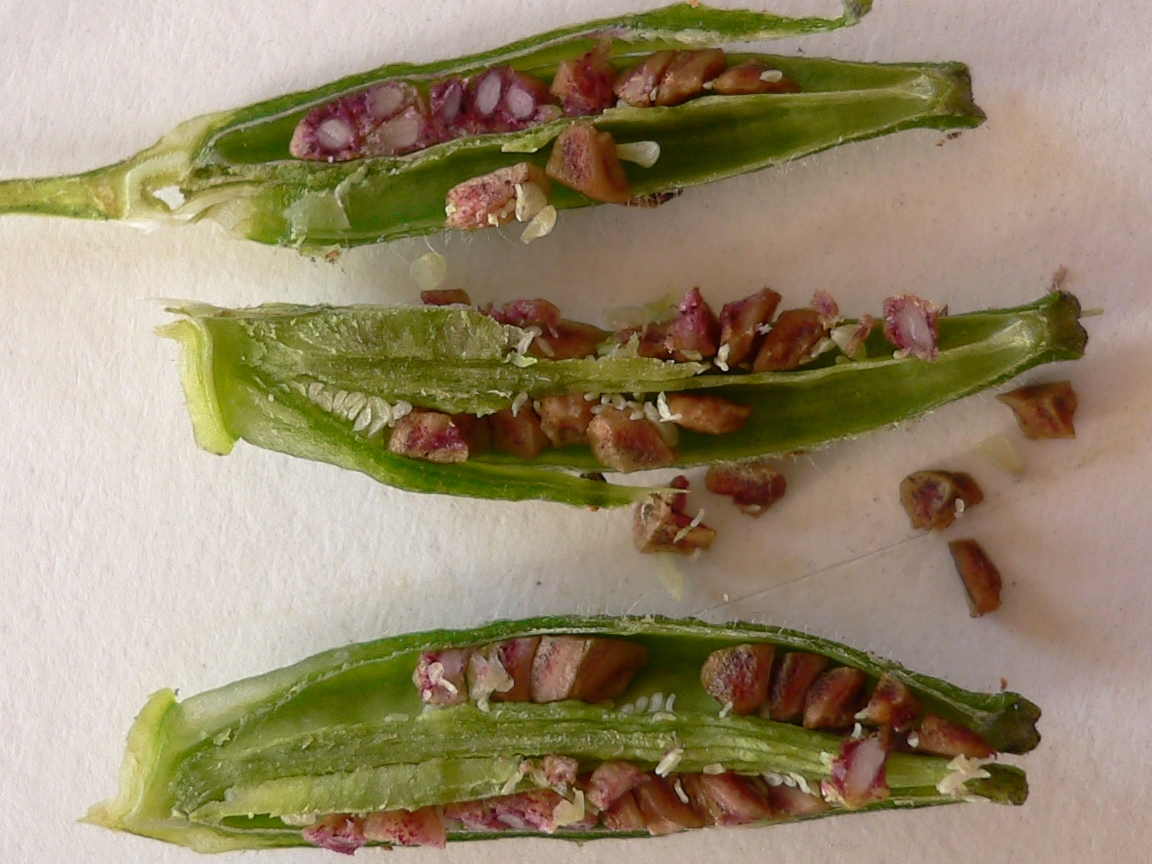
Насіння
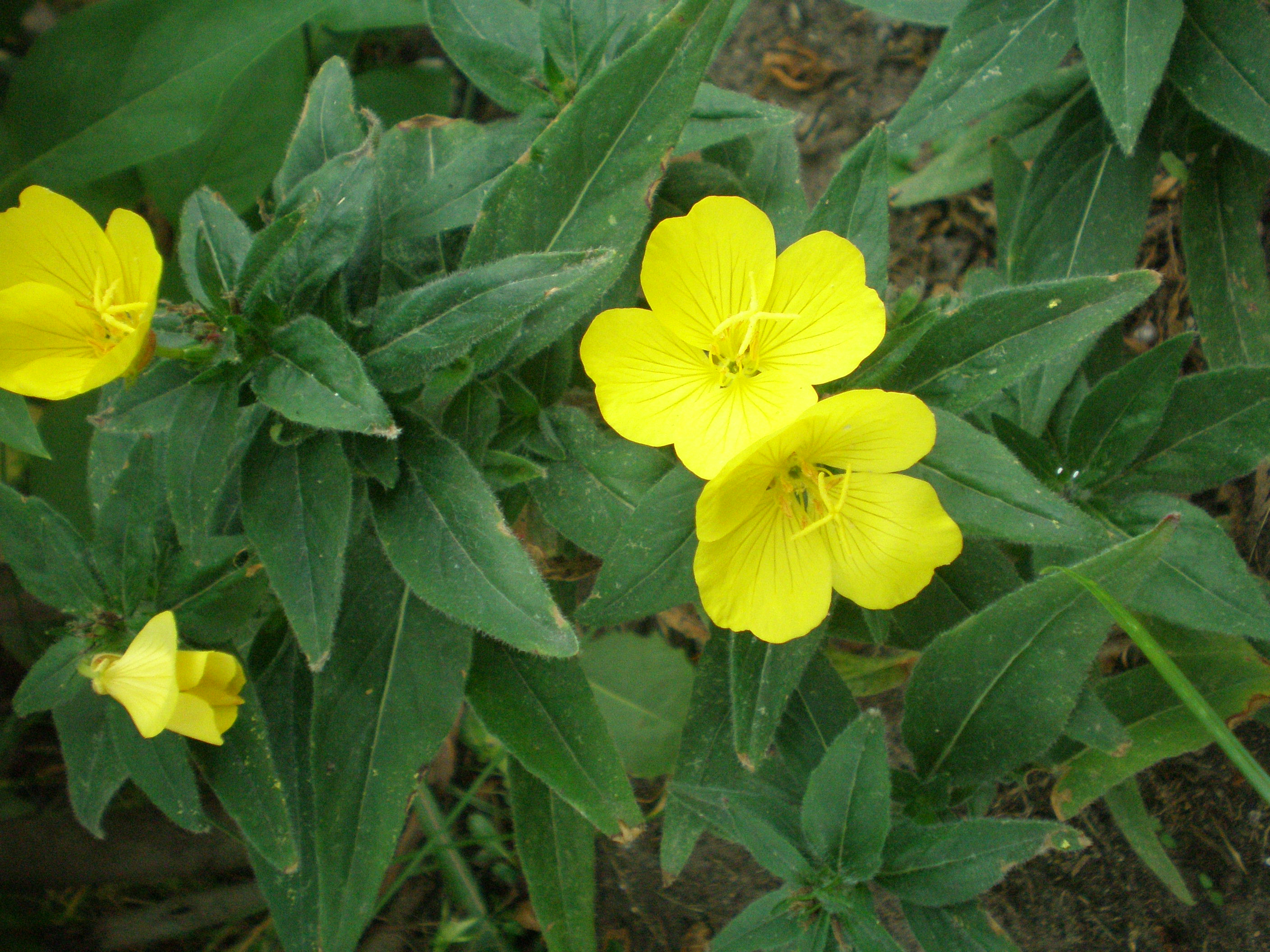
Квіти
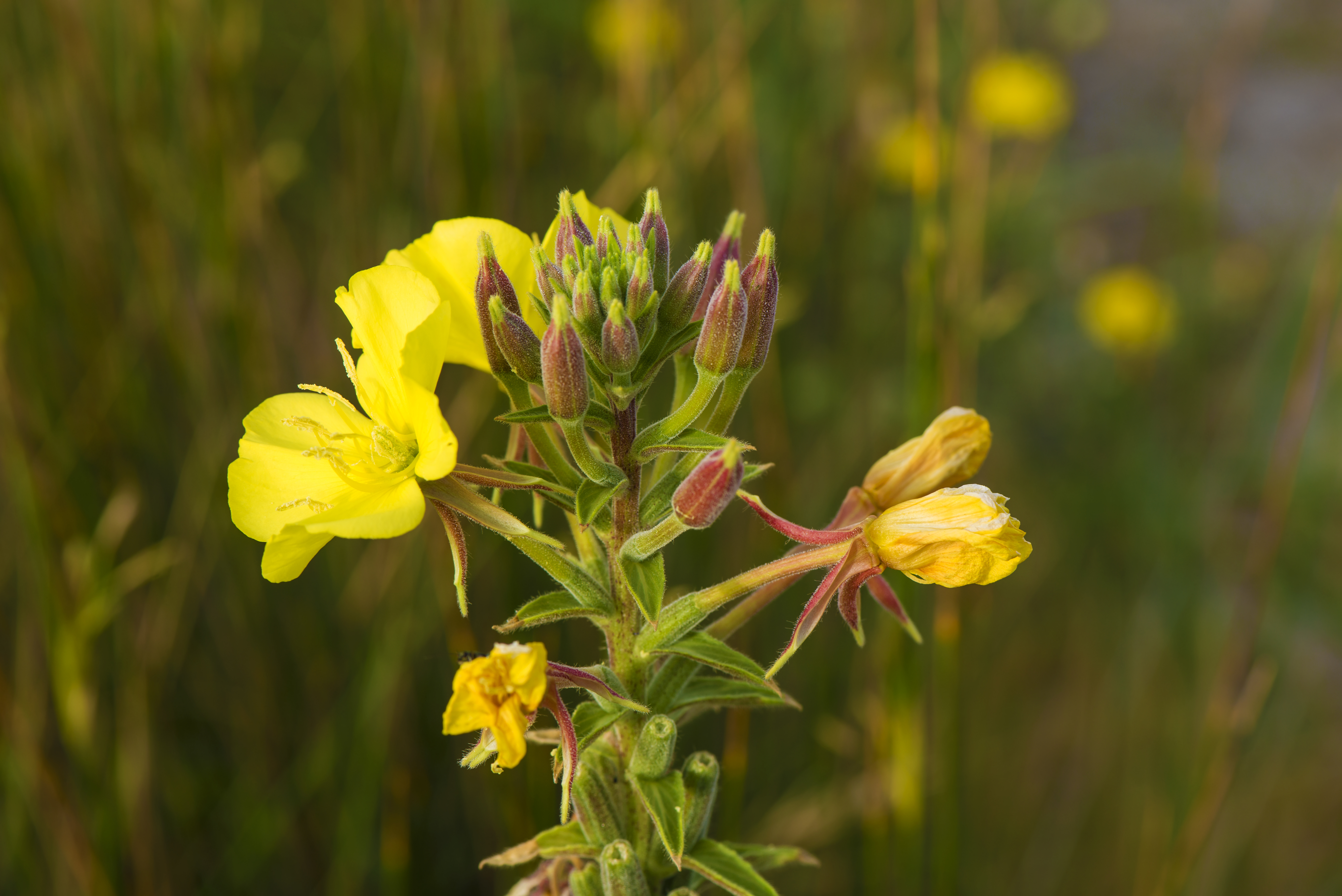
Квіти
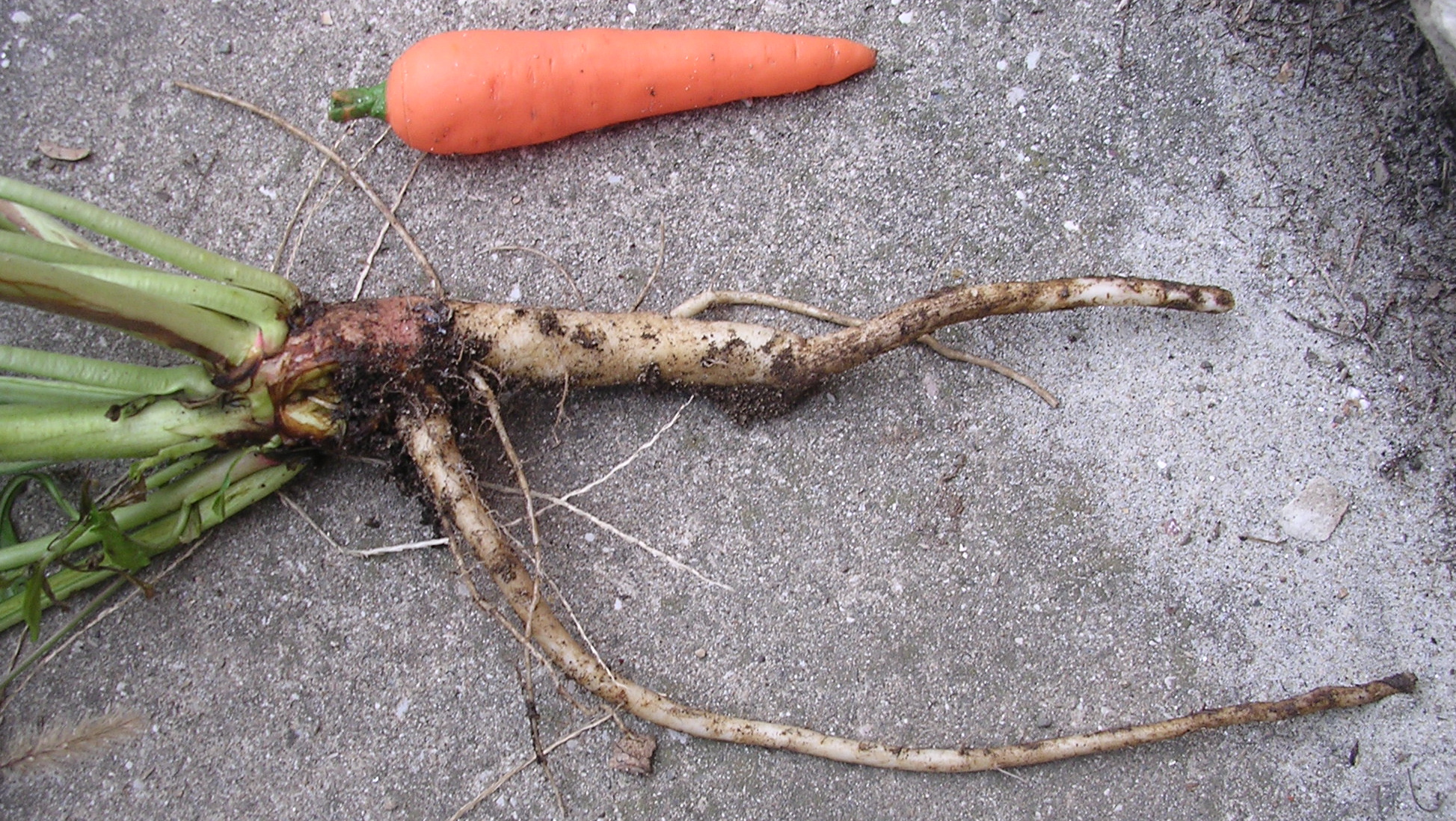
Корінь
- Відео розпускання квітки